# (16086) 1999 TF90
A (16086) 1999 TF90 egy kisbolygó a Naprendszerben. A LINEAR projekt keretében fedezték fel 1999. október 2-án.